# Плумгау
Плумгау (на немски: Plumgau, Pflaumgau, Blumgau) е средновековно франкско гауграфство в планината Спесарт, в Херцогство Франкония, Долна Франкония в Бавария, Германия.
Плумгау е унтер-гау, част от Майнгау. Другите унтер-гау са били Кинциггау, Родгау и Бахгау.